# Клакстон (Джорджія)
Клакстон (англ. Claxton) — місто (англ. city) в США, в окрузі Еванс штату Джорджія. Населення — 2602 особи (2020).

## Географія
Клакстон розташований за координатами 32°9′44″ пн. ш. 81°54′35″ зх. д. / 32.16222° пн. ш. 81.90972° зх. д. (32.162106, -81.909666).  За даними Бюро перепису населення США в 2010 році місто мало площу 4,54 км², з яких 4,50 км² — суходіл та 0,04 км² — водойми.

### Клімат
| Клімат : Клакстон            | Клімат : Клакстон | Клімат : Клакстон | Клімат : Клакстон | Клімат : Клакстон | Клімат : Клакстон | Клімат : Клакстон | Клімат : Клакстон | Клімат : Клакстон | Клімат : Клакстон | Клімат : Клакстон | Клімат : Клакстон | Клімат : Клакстон | Клімат : Клакстон |
| Показник                     | Січ.              | Лют.              | Бер.              | Квіт.             | Трав.             | Черв.             | Лип.              | Серп.             | Вер.              | Жовт.             | Лист.             | Груд.             | Рік               |
| Абсолютний максимум, °C      | 27,2              | 30,0              | 31,7              | 35,6              | 36,7              | 41,1              | 41,7              | 40,6              | 40,0              | 35,6              | 30,6              | 28,9              | 41,7              |
| Середній максимум, °C        | 16,1              | 18,9              | 22,8              | 25,6              | 30,0              | 32,8              | 34,4              | 33,3              | 30,6              | 26,7              | 21,7              | 17,2              | 25,9              |
| Середній мінімум, °C         | 2,2               | 3,9               | 6,7               | 10,0              | 15,0              | 19,4              | 21,7              | 21,1              | 18,3              | 12,2              | 7,2               | 3,3               | 11,8              |
| Абсолютний мінімум, °C       | −18,9             | −10,6             | −8,9              | −2,2              | 5,0               | 8,9               | 14,4              | 13,3              | 7,2               | −1,1              | −5,6              | −10,6             | −18,9             |
| Норма опадів, мм             | 111               | 91                | 83                | 75                | 82                | 130               | 119               | 137               | 95                | 98                | 63                | 81                | 1165              |
| ---------------------------- | ----------------- | ----------------- | ----------------- | ----------------- | ----------------- | ----------------- | ----------------- | ----------------- | ----------------- | ----------------- | ----------------- | ----------------- | ----------------- |
| Джерело: The Weather Channel |                   |                   |                   |                   |                   |                   |                   |                   |                   |                   |                   |                   |                   |

## Демографія
Згідно з переписом 2010 року, у місті мешкало 2746 осіб у 991 домогосподарстві у складі 589 родин. Густота населення становила 605 осіб/км².  Було 1141 помешкання (251/км²).
Расовий склад населення:
| - 48,0 % — білих - 42,0 % — чорних або афроамериканців - 1,0 % — азіатів - 7,6 % — осіб інших рас |

До двох чи більше рас належало 1,3 %. Частка іспаномовних становила 9,6 % від усіх жителів.
За віковим діапазоном населення розподілялося таким чином: 23,1 % — особи молодші 18 років, 61,4 % — особи у віці 18—64 років, 15,5 % — особи у віці 65 років та старші. Медіана віку мешканця становила 34,2 року. На 100 осіб жіночої статі у місті припадало 86,4 чоловіків;  на 100 жінок у віці від 18 років та старших — 81,2 чоловіків також старших 18 років.
Середній дохід на одне домашнє господарство  становив 41 078 доларів США (медіана — 31 667), а середній дохід на одну сім'ю — 47 142 долари (медіана — 39 375). Медіана доходів становила 34 583 долари для чоловіків та 30 125 доларів для жінок. За межею бідності перебувало 30,3 % осіб, у тому числі 43,1 % дітей у віці до 18 років та 17,8 % осіб у віці 65 років та старших.
Цивільне працевлаштоване населення становило 763 особи. Основні галузі зайнятості: освіта, охорона здоров'я та соціальна допомога — 22,8 %, виробництво — 14,2 %, роздрібна торгівля — 13,4 %.